# Законоговоритель

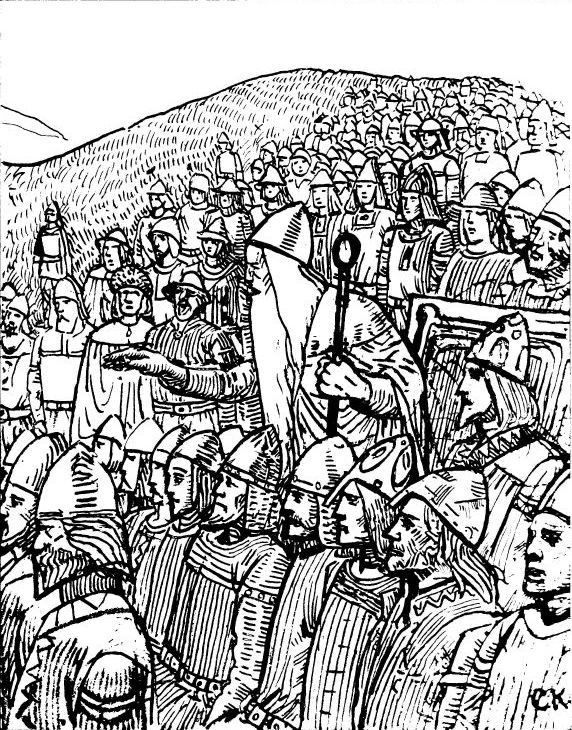
Лагман Торгнюр обращается к королю Олафу в Уппсале. Иллюстрация Кристиана Крога

Законоговоритель  (швед. lagman, норв. lagmann, исл. lögsögumaður, др.-сканд. lǫgsǫgumaðr) — в раннесредневековой Скандинавии знаток обычного права, судья, председатель тинга. В Исландии X—XIII вв. — председатель альтинга, на Фарерских островах — председатель лёгтинга. Обладал реальной властью; законоговоритель — единственный формальный государственный пост в Исландии эпохи народовластия.

## Возникновение должности
«Толкователи законов» были влиятельны в Швеции, Дании и Норвегии времён Раннего Средневековья. Однако их судебные полномочия постепенно ограничивались усиливающейся королевской властью. Иная ситуация сложилась в Исландии, где изначально не существовало какой-либо системы государственного управления. После окончания «эпохи заселения» возникла необходимость в создании свода единых законов. По инициативе некоторых годи был созван единый представительский орган — альтинг. В это же время в Норвегию был послан человек по имени Ульвльот для обучения традиционному норвежскому праву. «Законы Ульвльота» стали основой исландской правовой системы, а сам Ульвльот — первым исландским законоговорителем. Аналогичная должность существовала и на Фарерских островах, устройство которых было схожим.

## Исландские законоговорители
В Исландии должность законоговорителя была введена в 930 году, вместе с учреждением альтинга. Законоговоритель избирался на три года. Помимо функции председателя альтинга, в его обязанности входило декламирование законов на альтинге и их объяснение. Также законоговоритель выступал в роли судьи по искам, которые не были урегулированы на тингах четвертей, на которые с 965 года была административно поделена Исландия. Помимо законоведческой и судебной деятельности, у законоговорителя не было формальной власти, но его часто назначали арбитром в спорах.
В 1262 году Исландия вошла в состав Норвегии. В 1271 году сборник правовых норм Грагас, существовавший с 920-х годов, был заменён Яднсидой. Вместе с этим выборная должность законоговорителя была упразднена в пользу должности законника (др.-сканд. lǫgmaðr), назначаемого норвежским (а затем и датским) королём. Окончательно должность была упразднена вместе с альтингом в 1800 году. Несколько дольше местные законоговорители просуществовали на Фарерских островах, где были упразднены в 1816 году.